# Komuna e Kaçinarit
Komuna e Kaçinarit är en kommun i Albanien.   Den ligger i prefekturen Qarku i Lezhës, i den norra delen av landet, 60 km norr om huvudstaden Tirana.
```
Runt Komuna e Kaçinarit är det ganska glesbefolkat, med 
38
 invånare per kvadratkilometer.
[
2
]
```